# Kościół św. Barbary w Katowicach
Kościół świętej Barbary w Katowicach-Giszowcu – rzymskokatolicki kościół parafialny parafii św. Barbary znajdujący się w Katowicach, w dzielnicy Giszowiec, przy ul. Młodzieżowej, konsekrowany 23 października 1994 roku. Architektem świątyni jest inż. Zygmunt Fagas, a projektantem wnętrza (w tym witraży i polichromii) inż. Wiktor Ostrzołek. Do kościoła przylega kaplica pw. Miłosierdzia Bożego.
W prezbiterium znajduje się witraż przedstawiający św. Barbarę, w północnej ścianie Zmartwychwstanie Jezusa Chrystusa, przy bocznym wejściu obok prezbiterium św. Josamarię Escrivę i Chrystusa Ukrzyżowanego, na chórze Zesłanie Ducha świętego, a w południowej ścianie przy wejściu do kaplicy św. Jana Pawła II.

## Historia

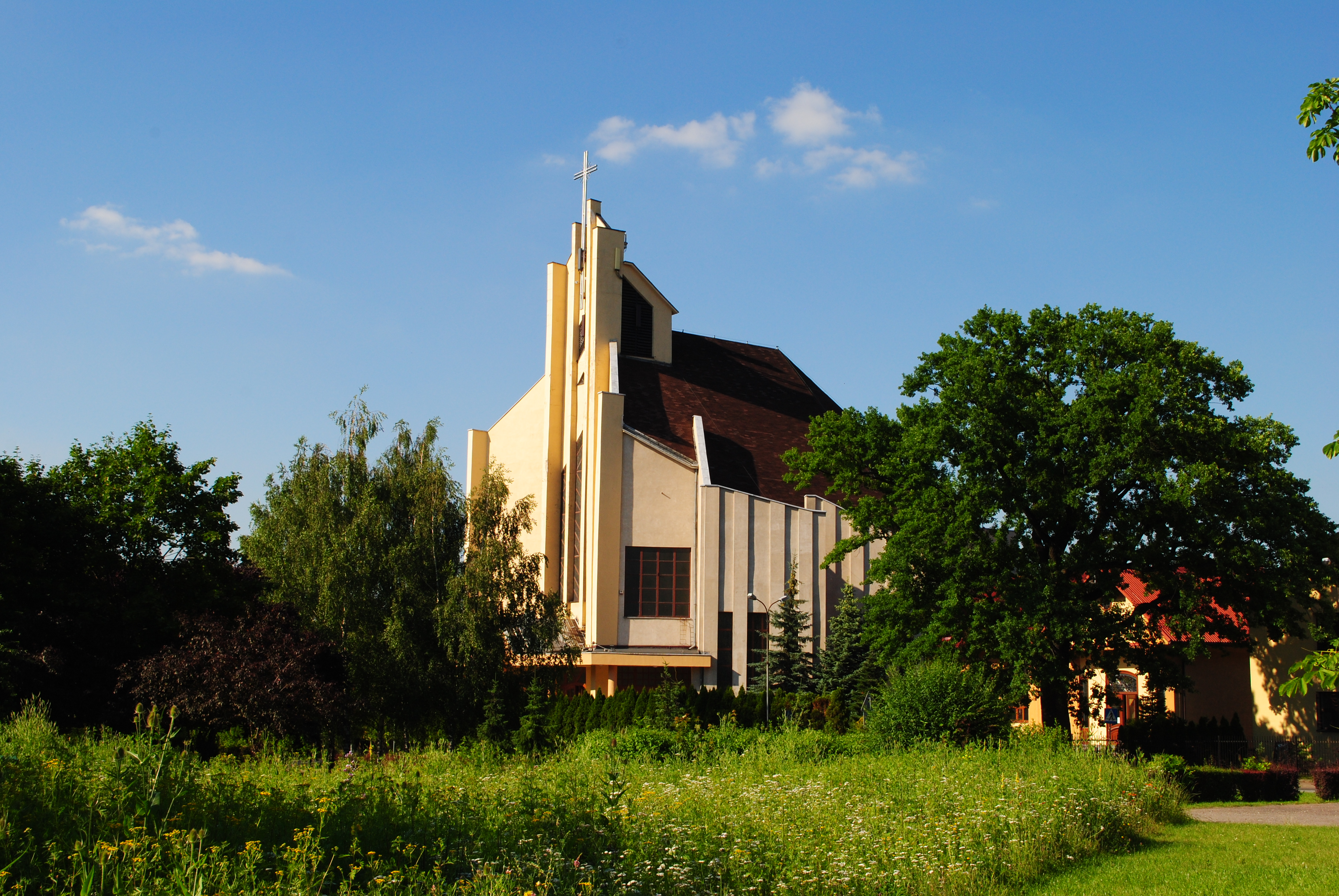
Widok od południa (2020)

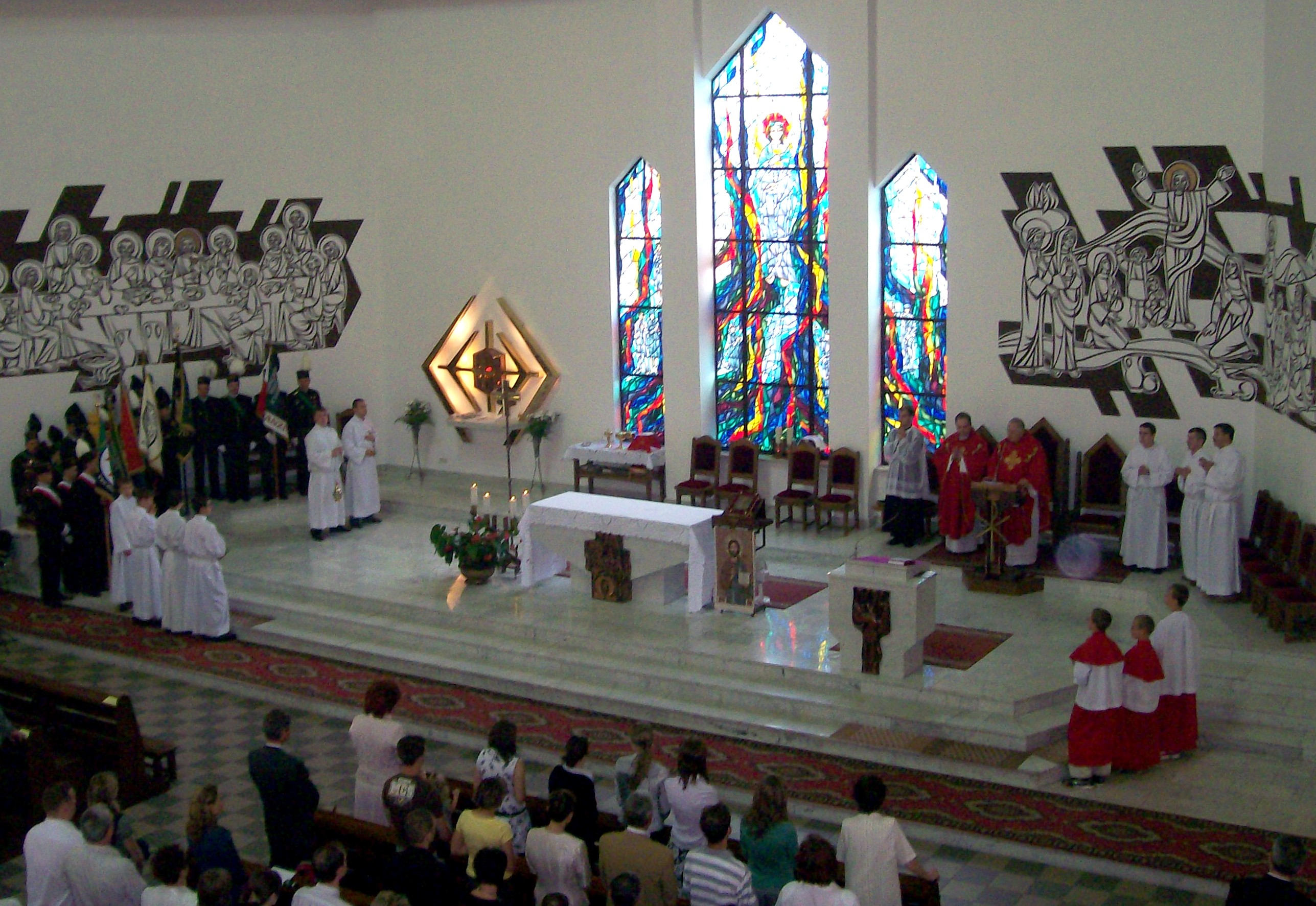
Wnętrze (2008)

Znaczna rozbudowa osiedla Giszowiec w latach 60. i 70. XX wieku, a wraz z tym wzrost liczby wiernych parafii św. Stanisława Kostki, spowodowała konieczność budowy kolejnego kościoła i punktu katechetycznego, które pozwoliłyby objąć opieką duszpasterską wszystkich potrzebujących mieszkańców. W 1983 roku biskup Herbert Bednorz pozytywnie rozpatrzył prośbę o utworzenie nowej parafii na Giszowcu. Pod nowy kościół uzyskano teren pomiędzy ulicami: Młodzieżową, Batalionów Chłopskich i Radosną. 
Dnia 20 czerwca 1983 roku papież Jan Paweł II podczas podróży apostolskiej w Katowicach-Muchowcu poświęcił kamień węgielny pod budowę kościoła św. Barbary. Budowniczym kościoła został ksiądz Izydor Harazin.
W październiku 1983 roku w każdą pierwszą niedzielę miesiąca rozpoczęto zbiórkę pieniędzy na pokrycie kosztów budowy nowego kościoła. Z powodu problemów przy zatwierdzeniu przez władze planów budowy świątyni prace budowlane rozpoczęto dopiero w lipcu 1985 roku. Architektem świątyni został inż. Zygmunt Fagas, natomiast konstruktorem inż. Franciszek Klimek, a po jego śmierci pod koniec czerwca 1987 roku inż. Józef Choma. Projektantem wnętrza został inż. Wiktor Ostrzołek. Prace budowlane w dużej mierze zostały wykonane w czynie społecznym przez mieszkańców Giszowca przy wsparciu m.in. hiszpańskiej młodzieży z Opus Dei i kopalni Staszic.
W pierwszej kolejności ukończono kaplicę dzienną, poświęconą 15 marca 1989 roku przez biskupa Damiana Zimonia. Zaczęto tam też odprawiać msze święte, które wcześniej odbywały się w tymczasowej kaplicy, którą rozebrano. Po prawie dziesięciu latach ukończono budowę kościoła. Jej uroczystej konsekracji dokonał w dniu 23 października biskup Gerard Bernacki. Przez wiele lat trwały jeszcze prac związane z wystrojem wnętrza.